# フアン・マヌエル・サントス
フアン・マヌエル・サントス・カルデロン（Juan Manuel Santos Calderón、1951年8月10日 - ）はコロンビアの政治家。同国大統領（第57代）を務めた。2016年のノーベル平和賞受賞者。
妻マリア・クレメンシアとの間に2人の息子と1人の娘がいる。2011年9月に来日し明仁天皇と会見、野田佳彦内閣総理大臣と会談した。2014年7月、日本の首相として初めてコロンビアを訪問した安倍晋三内閣総理大臣と会談した。

## 生い立ち
1951年にコロンビアの首都ボゴタに生まれる。父親のエンリケ・モンテホ・サントスはコロンビアの有力紙「エル・ティエンポ」の元編集長。コロンビアの第38代大統領エドゥアルド・サントス（es:Eduardo Santos）は大伯父にあたり、いとこには元副大統領がいる。
アメリカのカンザス大学に留学し経済学とビジネスを専攻、1973年に卒業。イギリスのロンドン・スクール・オブ・エコノミクス大学院やハーバード大学大学院でも公共経営学などを学んだ。帰国後はエル・ティエンポに入社し、副編集長まで務めた。

## 政治家として
2000年から2002年までは財務大臣を、ウリベ政権下では2006年から2009年まで国防大臣を務めゲリラの掃討に力を入れる。
2010年の大統領選挙に立候補し、6月20日の決選投票で対立候補のアンタナス・モクス元ボゴタ市長を破り当選。8月7日に正式に就任した。就任後すぐの8月11日、ウリベ前政権下で断絶状態となっていた隣国ベネズエラと国交を回復することで合意したが、依然として不安定な状況が続くとみられている。
2014年6月15日に施行されたコロンビア大統領選挙の決選投票にて50.95％の得票率を獲得して再選を果たした。これにより引き続き2期目の大統領職を務めることとなる。
ノーベル平和賞
コロンビアは、1960年代以降、農村運動に端を発するコロンビア政府と左翼ゲリラ「コロンビア革命軍（FARC）」とのコロンビア内戦が続いていた。
2012年8月、サントス大統領は左翼ゲリラ勢力FARCと和平交渉を開始する予定である旨を発言し停戦合意に向け交渉を開始した。2012年10月以降、キューバやノルウェーの仲介を経てコロンビア政府とFARCは和平交渉を進めていった。主要5議題のうち，2013年5月に農地・農業改革、同年11月に内戦終結後の政治参加、2014年5月に麻薬と違法作物、2015年12月には内戦の責任と被害者補償の各議題でそれぞれ合意に達した。2016年9月23日、FARCは和平協定を承認し、52年に及んだ内戦の終結を宣言した。
その一方、政府側ではアルバロ・ウリベ前大統領を筆頭とする停戦合意反対派が、FARCメンバーが人質の拉致や殺人への責任を問われずに議会に議席を得ることなどに譲歩し過ぎであると反発していた。その結果、2016年10月2日、停戦合意に関わる国民投票が行われたが、反対が0.43ポイント上回り、合意は否認され内戦終結は遠のいた。しかし、これらの和平努力が評価され、2016年10月7日にノーベル平和賞が授与された。
国民投票では僅差で否決されていたものの、2016年11月24日にFARCと和平合意に調印し、国会から承認を受けた。2017年6月26日、国連監視団はFARCの武装解除が完了したことを発表した。全国26ヵ所の監視所で登録されたFARCの銃器7132丁を回収し、6月27日に最後の武器引き渡しと武装放棄の終了を祝うセレモニーがメタ県で行われ、サントス大統領も出席した。FARCの武装解除により半世紀に及んだ内戦は事実上終結した。

## コロンビア国内での評価
- メディアからは「大統領就任をプログラムされたサイボーグ」と呼ばれている[1]。

## 著作
- フアン・マヌエル・サントス、ジョージ・ソロスほか『世界は、考える』（野中邦子訳、土曜社、2013年）